# Kaita-Kiekki
Kaita-Kiekki är en sjö vid finsk-ryska gränsen. Den finländska delen ligger i kommunen Kuhmo i landskapet Kajanaland i Finland. Sjön ligger 246,4 meter över havet. Den är 6,3 meter djup. Arean är 79 hektar och strandlinjen är 8,08 kilometer lång. Sjön  ingår i Uleälvens huvudavrinningsområde.   Den ligger omkring 130 kilometer öster om Kajana och omkring 530 kilometer nordöst om Helsingfors. 